# Richard Ryan
Richard Ryan, detto Richie (Clonmel, 6 gennaio 1985), è un ex calciatore irlandese, di ruolo centrocampista.

## Palmarès

### Club

#### Competizioni nazionali
- Campionato inglese di seconda divisione: 1

Sunderland: 2004-2005
- Coppa di Lega irlandese: 2

Sligo Rovers: 2010
Shamrock Rovers: 2013
- Coppa d'Irlanda: 2

Sligo Rovers: 2010, 2011

#### Competizioni internazionali
- Setanta Sports Cup: 1

Shamrock Rovers: 2013